# Ciderius cooperi
Ciderius cooperi è un vertebrato acquatico estinto, di incerta collocazione sistematica. Visse nel Siluriano inferiore (circa 430 - 325 milioni di anni fa) e i suoi resti fossili sono stati ritrovati in Scozia.

## Descrizione
Questo animale era dotato di un corpo slanciato e allungato, terminante in una bocca sprovvista di mascelle. I fossili mostrano chiaramente delle macchie di colore scuro sulla testa, appaiate, che sembrano contenere due fessure (probabilmente fessure ottiche). Un'altra macchia nella parte anteriore della testa, invece, è di più difficile interpretazione: sembrerebbe essere un oggetto a forma di botte, ma non è chiaro quale fosse la sua natura. Altre mineralizzazioni appaiate, presenti nella parte posteriore della regione cranica, sembrerebbero rappresentare i resti dei paracordali, mentre i vasi sanguigni potrebbero essersi conservati sotto forma di linee nere che marcano una regione branchiale molto allungata, simile a quella presente in Euphanerops. Ciderius, inoltre, presenta file ripetute di strisce brevi e orizzontali nella parte posteriore del corpo; anche in questo caso l'interpretazione di queste strutture è problematica.

## Classificazione
Ciderius sembrerebbe rappresentare il più arcaico membro degli Euphanerida, un gruppo di enigmatici vertebrati arcaici, il cui genere più noto è Euphanerops del Devoniano. Ciderius cooperi è stato descritto per la prima volta nel 2015, sulla base di resti fossili articolati, ritrovati nella formazione Fish Beds nella Midland Valley in Scozia, in terreni risalenti al Siluriano inferiore.